# Palaeomolis metarhoda
Palaeomolis metarhoda är en fjärilsart som beskrevs av Paul Dognin 1910. Palaeomolis metarhoda ingår i släktet Palaeomolis och familjen björnspinnare. Inga underarter finns listade i Catalogue of Life.